# Thuốc gây tê cục bộ

Nhiều thuốc gây tê cục bộ rơi vào hai nhóm hóa học chung là amino este (trên cùng) và amino amide (dưới)

Thuốc gây tê cục bộ (LA) là một loại thuốc gây ra sự vắng mặt của cảm giác đau. Khi nó được sử dụng trên các dẫn truyền thần kinh cụ thể (khối dây thần kinh gây tê cục bộ), việc tê liệt (mất sức mạnh cơ bắp) cũng có thể xảy ra.
Thuốc gây tê cục bộ lâm sàng thuộc một trong hai nhóm: thuốc gây tê cục bộ aminoamide và aminoeste. Thuốc gây tê cục bộ tổng hợp có cấu trúc liên quan đến cocaine. Chúng khác với cocaine chủ yếu ở chỗ chúng có khả năng lạm dụng rất thấp và không gây tăng huyết áp hoặc (với một vài ngoại lệ) gây co mạch.
Chúng được sử dụng trong các kỹ thuật gây tê cục bộ khác nhau như:
- Gây tê tại chỗ (bề mặt)
- Sử dụng tại chỗ kem, gel, thuốc mỡ, chất lỏng hoặc thuốc xịt hòa tan trong DMSO hoặc các dung môi / chất mang khác để hấp thụ sâu hơn
- Xâm nhập
- Khối đám rối cánh tay
- Khối ngoài màng cứng (ngoại bào)
- Gây tê tủy sống (khối dưới nhện)
- Vô căn

## Sử dụng trong y tế

### Đau cấp tính
Đau cấp tính có thể xảy ra do chấn thương, phẫu thuật, nhiễm trùng, gián đoạn lưu thông máu hoặc nhiều tình trạng khác trong đó xảy ra chấn thương mô. Trong môi trường y tế, việc giảm đau được mong muốn khi chức năng cảnh báo của nó không còn cần thiết nữa. Bên cạnh việc cải thiện sự thoải mái của bệnh nhân, liệu pháp giảm đau cũng có thể làm giảm hậu quả sinh lý có hại của cơn đau không được điều trị.
Đau cấp tính thường có thể được quản lý bằng cách sử dụng thuốc giảm đau. Tuy nhiên, gây tê dẫn truyền có thể được ưa thích hơn vì kiểm soát đau vượt trội và ít tác dụng phụ hơn. Đối với mục đích điều trị đau, thuốc gây tê cục bộ thường được tiêm bằng cách tiêm lặp lại hoặc truyền liên tục qua ống thông. Thuốc gây tê cục bộ cũng thường được kết hợp với các thuốc khác như opioids để có tác dụng giảm đau hiệp đồng. Liều thấp của thuốc gây tê cục bộ có thể đủ để tình trạng yếu cơ không xảy ra và bệnh nhân có thể được huy động.
Một số cách sử dụng điển hình của gây tê dẫn truyền cho cơn đau cấp tính là:
- Đau chuyển dạ (gây tê ngoài màng cứng, khối dây thần kinh pudendal)
- Đau sau phẫu thuật (khối dây thần kinh ngoại biên, gây tê ngoài màng cứng)
- Chấn thương (khối dây thần kinh ngoại biên, gây tê vùng tĩnh mạch, gây tê ngoài màng cứng)

### Đau mãn tính
Đau mãn tính là một tình trạng phức tạp và thường nghiêm trọng cần được chẩn đoán và điều trị bởi một chuyên gia về thuốc giảm đau. LA có thể được áp dụng nhiều lần hoặc liên tục trong thời gian dài để giảm đau mãn tính, thường là kết hợp với thuốc như opioids, NSAID và thuốc chống co giật. Mặc dù nó có thể được thực hiện dễ dàng, các khối gây tê cục bộ lặp đi lặp lại trong tình trạng đau mãn tính không được khuyến khích vì không có bằng chứng về lợi ích lâu dài.

### Phẫu thuật
Hầu như mọi bộ phận của cơ thể đều có thể được gây tê bằng cách sử dụng thuốc gây tê. Tuy nhiên, chỉ có một số lượng hạn chế các kỹ thuật được sử dụng lâm sàng phổ biến. Đôi khi, gây mê dẫn truyền được kết hợp với gây mê toàn thân hoặc gây tê để tạo sự thoải mái và dễ phẫu thuật cho bệnh nhân. Tuy nhiên, nhiều bác sĩ gây mê, bác sĩ phẫu thuật, bệnh nhân và y tá tin rằng an toàn hơn khi thực hiện các cuộc phẫu thuật lớn dưới gây tê tại chỗ so với gây mê toàn thân. Các hoạt động điển hình được thực hiện dưới gây tê dẫn truyền bao gồm:
- Nha khoa (gây tê bề mặt, xâm nhập gây mê hoặc gây tê intraligamentary trong các hoạt động phục hồi như trám, vương miện, và ống tủy,[4] hoặc nhổ, và khối dây thần kinh khu vực trong nhổ răng và phẫu thuật)
- Podiatry (cắt da, cắt móng tay, phẫu thuật cắt bỏ, cắt bướu, chữa ngón chân [4] và các thủ tục điều trị khác nhau)
- Phẫu thuật mắt (gây tê bề mặt bằng thuốc gây tê tại chỗ hoặc khối retrobulbar trong khi loại bỏ đục thủy tinh thể hoặc các thủ thuật nhãn khoa khác [4])
- Phẫu thuật tai mũi họng, phẫu thuật đầu và cổ (gây mê xâm nhập, khối lĩnh vực hoặc khối dây thần kinh ngoại biên, gây mê hạch thần kinh)
- Phẫu thuật vai và cánh tay (gây tê hạch thần kinh hoặc gây tê vùng tĩnh mạch) [5]
- Phẫu thuật tim và phổi (gây tê ngoài màng cứng kết hợp với gây mê toàn thân)
- Phẫu thuật ổ bụng (gây tê ngoài màng cứng / gây tê tủy sống, thường kết hợp với gây mê toàn thân trong quá trình sửa chữa thoát vị bẹn hoặc phẫu thuật bụng khác [4])
- Các hoạt động phụ khoa, sản khoa và tiết niệu (gây tê tủy sống / ngoài màng cứng)
- Phẫu thuật xương và khớp xương chậu, hông và chân (gây tê tủy sống / ngoài màng cứng, khối dây thần kinh ngoại biên hoặc gây tê vùng tĩnh mạch)
- Phẫu thuật da và mạch máu ngoại biên (gây tê tại chỗ, khối trường, khối dây thần kinh ngoại biên hoặc gây tê tủy sống / ngoài màng cứng)

### Xét nghiệm chẩn đoán
Các xét nghiệm chẩn đoán như chọc hút tủy xương, chọc dò tủy sống (gõ cột sống) và chọc hút u nang hoặc các cấu trúc khác được thực hiện để giảm đau khi sử dụng thuốc gây tê cục bộ trước khi đặt kim tiêm lớn hơn.

### Công dụng khác
Gây tê cục bộ cũng được sử dụng trong quá trình đặt các thiết bị IV, như máy tạo nhịp tim và máy khử rung tim cấy ghép, các cổng được sử dụng để cho thuốc hóa trị và ống thông tiếp cận chạy thận nhân tạo.
Gây tê tại chỗ, dưới dạng lidocaine / prilocaine (EMLA) thường được sử dụng nhất để cho phép tiêm tĩnh mạch tương đối không đau (lấy máu) và đặt ống thông tĩnh mạch. Nó cũng có thể phù hợp cho các loại chọc dò khác như thoát nước cổ trướng và chọc ối.
Gây tê bề mặt cũng tạo điều kiện thuận lợi cho một số thủ tục nội soi như nội soi phế quản (hình ảnh đường dẫn khí dưới) hoặc nội soi bàng quang (hình ảnh bề mặt bên trong của bàng quang). 